# Флаги международного свода сигналов

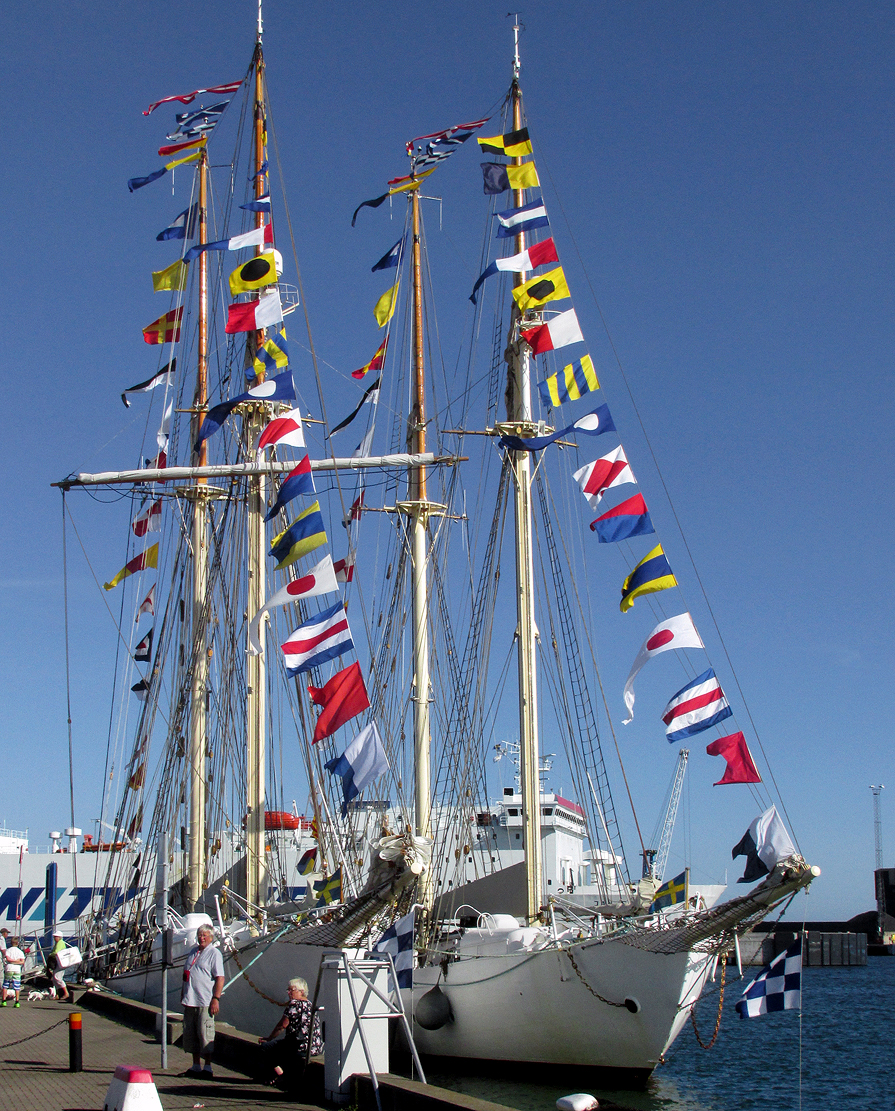
Две лодки с сигнальными флагами.

Фла́ги междунаро́дного сво́да сигна́лов были разработаны в 1857 году, хотя до этого уже существовали и другие флажные сигналы. Флаги международного свода сигналов используются на флоте для передачи сообщений между кораблями. До 1887 года свод назывался «Системой кодовых сигналов для торгового флота». Первоначально свод состоял из 18 флагов. С 1 января 1901 года все морские государства приняли этот свод. В 1931 году международная комиссия из восьми стран модифицировала систему сигналов.
| Символ | Название (лат.)    | Название (рус.)      | Сигнальный флаг | Код Морзе | Значение сигнала |
| ------ | ------------------ | -------------------- | --------------- | --------- | --- |
| ~      | Code Pennant       | Вымпел               |                 | ...       | Вымпел свода и ответный вымпел |
| A      | Alpha              | Альфа                |                 | .-        | «У меня спущен водолаз: держитесь в стороне от меня и следуйте малым ходом». |
| B      | Bravo              | Браво                |                 | -…        | «Я загружаюсь или разгружаюсь, или имею на борту опасный груз». |
| C      | Charlie            | Чарли                |                 | -.-.      | «Положительный ответ. Значение предыдущей группы должно читаться в утвердительной форме» (утвердительный). В 1947-1949 году являлся флагом Тризонии. |
| D      | Delta              | Дельта               |                 | -..       | «Держитесь в стороне от меня: я управляюсь с трудом». |
| E      | Echo               | Эхо                  |                 | .         | «Я изменяю свой курс вправо». |
| F      | Foxtrot            | Фокстрот             |                 | ..-.      | «Я не управляюсь; держите связь со мной». |
| G      | Golf               | Гольф                |                 | --.       | «Мне нужен лоцман». Для рыболовных судов, работающих в непосредственной близости друг от друга: «Я выбираю сети». |
| H      | Hotel              | Отель                |                 | ….        | «У меня на борту лоцман». |
| I      | India              | Индия                |                 | ..        | «Я изменяю свой курс влево». |
| J      | Juliet             | Джульет              |                 | .---      | «У меня пожар и я имею на борту опасный груз: держитесь в стороне от меня». |
| K      | Kilo               | Кило                 |                 | -.-       | «Я хочу связаться с вами». Сигнал с цифрой означает, «Я хочу установить связь <…>»: K2 — «<…> знаками Морзе, с помощью флажков или руками»; K3 — «<…> усилительным устройством (мегафоном)»; K4 — «<…> светосигнальным устройством»; K5 — «<…> звукосигнальным устройством»; K6 — «<…> флагами Международного свода сигналов»; K7 — «<…> радиотелефоном на частоте 500 кГц»; K8 — «<…> радиотелефоном на частоте 2182 кГц»; K9 — «<…> УКВ радиотелефоном по каналу 16». |
| L      | Lima               | Лима                 |                 | .-..      | В море: «Немедленно остановитесь» или «застопорить ход». В порту: «Карантин». |
| M      | Mike               | Майк                 |                 | --        | «Моё судно остановлено и не имеет хода относительно воды». |
| N      | November           | Новембер             |                 | -.        | «Отрицательный ответ. Значение предыдущей группы должно читаться в отрицательной форме» (отрицательный). |
| O      | Oscar              | Оскар                |                 | ---       | «Человек за бортом!» |
| P      | Papa               | Папа                 |                 | .--.      | В гавани: «Судно собирается в море: всем доложить о прибытии». Для рыболовных судов: «Мои сети зацепились за препятствие». |
| Q      | Quebec             | Квебек               |                 | --.-      | «Моё судно незаражённое, прошу предоставить мне свободную практику». |
| R      | Romeo              | Ромео                |                 | .-.       | Флаг не имеет определённого значения. |
| S      | Sierra             | Сьерра               |                 | …         | «Мои двигатели работают на задний ход». |
| T      | Tango              | Танго                |                 | -         | «Держитесь в стороне от меня: я произвожу парное траление». |
| U      | Uniform            | Юниформ              |                 | ..-       | «Вы идёте к опасности». |
| V      | Victor             | Виктор               |                 | …-        | «Мне необходима помощь». |
| W      | Whiskey            | Виски                |                 | .--       | «Мне необходима медицинская помощь». |
| X      | X-Ray              | Икс-рей              |                 | -..-      | «Приостановите выполнение ваших намерений и наблюдайте за моими сигналами». |
| Y      | Yankee             | Янки                 |                 | -.--      | «Меня дрейфует на якоре» или «Я выбираю якорь». |
| Z      | Zulu               | Зулу                 |                 | --..      | «Мне нужен буксир». Для рыболовных судов: «Вымётываю сети». |
| 0      | Nadazero           | Надазеро             |                 | -----     | Обозначение цифры 0. |
| 1      | Unaone             | Унаван               |                 | .----     | Обозначение цифры 1. До 1934 года обозначал букву C. |
| 2      | Bissotwo           | Бисоту               |                 | ..---     | Обозначение цифры 2. До 1934 года обозначал букву D. |
| 3      | Terrathree         | Тэра-три             |                 | …--       | Обозначение цифры 3. До 1934 года обозначал букву E. |
| 4      | Kartefour          | Картэфор             |                 | ….-       | Обозначение цифры 4. До 1934 года обозначал литеру F. |
| 5      | Pantafive          | Пантафайв            |                 | …..       | Обозначение цифры 5. До 1934 года обозначал литеру G. |
| 6      | Soxisix            | Соксисикс            |                 | -….       | Обозначение цифры 6. |
| 7      | Setteseven         | Сэт-севен            |                 | --…       | Обозначение цифры 7. |
| 8      | Oktoeight          | Октоэйт              |                 | ---..     | Обозначение цифры 8. |
| 9      | Novenine           | Новэнайн             |                 | ----.     | Обозначение цифры 9. |
| %      | First Replacement  | Первый заменяющий    |                 | -...-     | Первый заменяющий флаг и последующие используются в ситуациях, когда необходимо одновременно поднять несколько сигнальных флагов, но их нет в комплекте. Обозначает верхний в сигнале флаг. |
| $      | Second Replacement | Второй заменяющий    |                 | --.-.     | Обозначает второй сверху флаг. |
| &      | Third Replacement  | Третий заменяющий    |                 | .-..-     | Обозначает третий сверху флаг. |
| #      | Fourth Replacement | Четвёртый заменяющий |                 | ..-.      | Обозначает четвёртый сверху флаг. Отсутствует в международном своде сигналов, но используется судами НАТО. |
| ÷      | Divison            | Разделитель          |                 | -.-...    | Разделительный флаг Международного свода сигналов, где её создания не используются в море, где приподнять со второй функции внизу флаг. |